# Philip Hunloke
Philip Hunloke (nacido Philip Perceval; Londres, 26 de noviembre de 1868-Londres, 1 de abril de 1947) fue un deportista británico que compitió en vela en la clase 8 Metre. Participó en los Juegos Olímpicos de Londres 1908, obteniendo una medalla de bronce en la clase 8 Metre.

## Palmarés internacional
| Juegos Olímpicos | Juegos Olímpicos      | Juegos Olímpicos  | Juegos Olímpicos |
| Año              | Lugar                 | Medalla           | Clase            |
| ---------------- | --------------------- | ----------------- | ---------------- |
| 1908             | Londres (Reino Unido) | Medalla de bronce | 8 Metre          |